# ويليام صموئيل ميرفي
ويليام صموئيل ميرفي هو سياسي كندي، ولد في 12 فبراير 1882 في كندا، وتوفي في 29 أبريل 1961. انتخب عضو مجلس العموم الكندي.